# Pontiac (regionalna gmina hrabstwa)
Pontiac – regionalna gmina hrabstwa (MRC) w regionie administracyjnym Outaouais prowincji Quebec, w Kanadzie. Stolicą jest miejscowość Campbell's Bay. Składa się z 20 gmin: 15 gmin (municipalités), 2 wsi, 1 kantonu i 1 terytorium niezorganizowanego.
Pontiac ma 14 358 mieszkańców. Język angielski jest językiem ojczystym dla 57,6%, francuski dla 41,2% mieszkańców (2011).